# Űrdongó

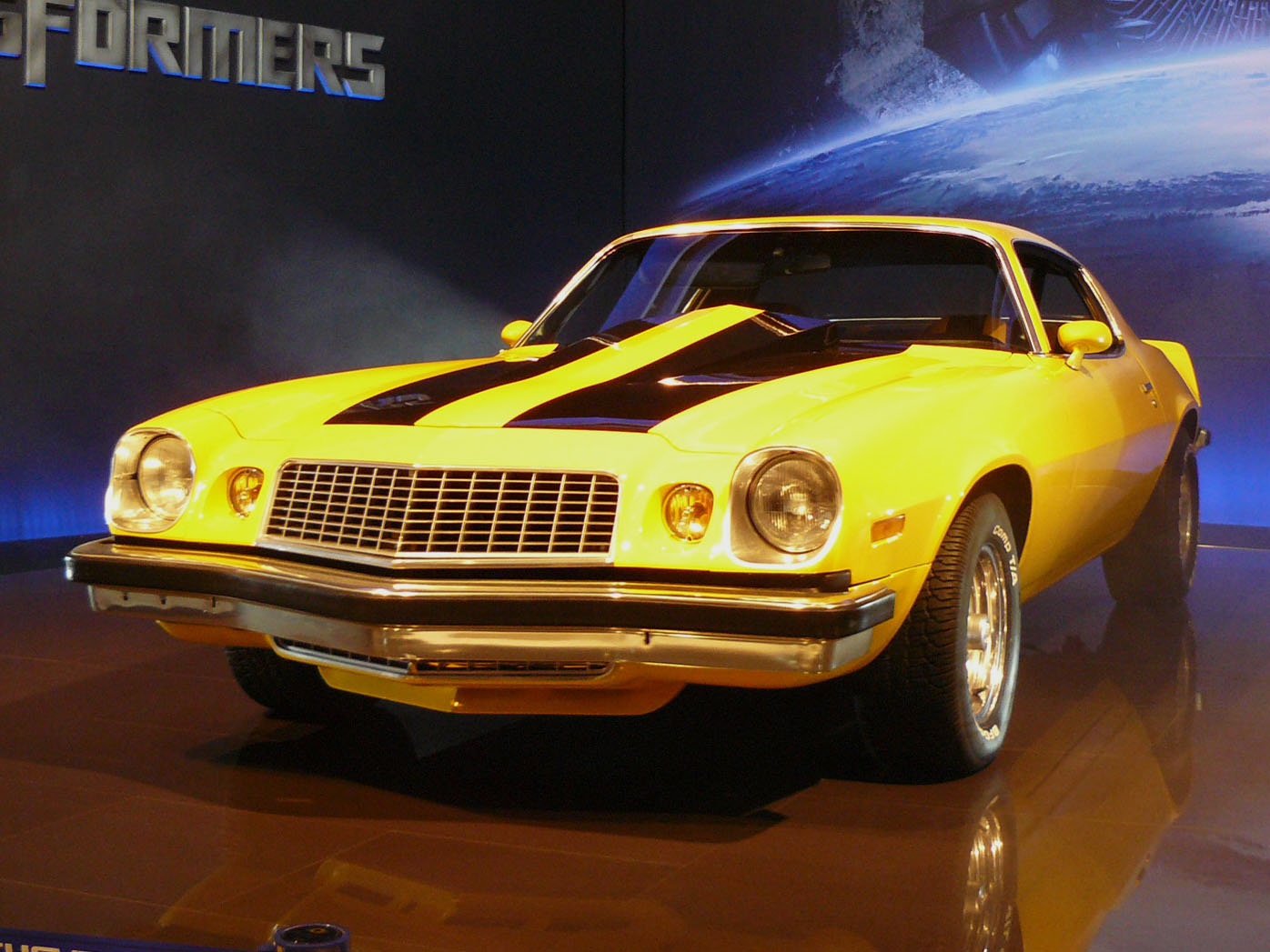
Űrdongó első autó alakja a mozifilmben

Űrdongó vagy más néven Aranybogár egy kitalált autobot szereplő a Transformers univerzumban.

## Jellemzése

### Űrdongó a legkorábbi Transformers tárgyú alkotásokban

#### „G1” képregény
A Transformersek történetét tárgyaló legelső alkotásban, a rajongók által „G1” néven közismert képregényben Űrdongó a legkisebb és leggyengébb autobot, magassága robot alakban 190 cm, súlya 1 tonna. (Transformers 16. sz.) Egy hagyományos sárga Volkswagen Bogárrá alakul át, később súlyosan megsérül, és egy Volkswagen Beetle formájában születik újjá, Aranybogár néven. Üstökös elpusztítja, majd Racsni újra a régi formájában építi újjá. Bár ellenfelei lebecsülik, ravaszsággal és bátorsággal pótolja hiányzó erejét. Ugyanakkor egyáltalán nem vágyik harcra, még a többi autobotnál is pacifistább jellem.
Van egy „testvére” is, Sziklaugró, aki majdnem ugyanúgy néz ki, mint ő, de piros a burkolata.

#### „G1” Rajzfilmsorozat
A G1 képregénnyel az első epizódokban időben és cselekményben is nagyjából párhuzamosan futó, de később egyre inkább elszakadó és önállóvá váló első Transformers rajzfilmsorozatban a Bumblebee (szó szerinti fordításban: Dongó, Poszméh) nevet viselte, itt szintén sárga VolksWagen Beetle gépkocsi volt a másodlagos (jármű) üzemmódja. A rajzfilmsorozatban is ő a legkisebb és leggyengébb autobot, aki a legjobban szereti az emberek, különösen az emberi főszereplő család, Witwickyék (pl. Spike Witwicky) társaságát (ez a tulajdonsága a későbbi Bay-féle mozifilmekbe is átment). Mindazonáltal bátor felderítő, aki nagyon hasznos tagja az autobot csapatnak. Funkciója miatt gyakran esik fogságba, vagy kényszerül erejét meghaladó harcokba bocsátkozni, ilyenkor (jármű üzemmódjának) gyorsaságára hagyatkozik, s általában kivágja magát.

### Későbbi rajzfilmek és képregények

#### „Unikron-trilógia”
A Transformers Armada, Transformers: Energon, Transformers Cybertron sorozatokban egy Hotshot (a fordításban Tűzgolyó) névre hallgató Autobot került helyére, aki általában "kilométer-hiányos". A Tűzgolyó figura mindig valamilyen sportkocsivá alakult át. Ennek az az oka, hogy akkoriban a Hasbro nem tudta levédetni a nevét, de már az Unikron trilógia előtti Robots in Disguise/Car robotsban is Hotshot volt benne. További érdekesség, hogy ez a négy Űrdongó-mentes rajzfilm japán gyártású és Hotshot (eredeti) japán neve mindegyikben más, de valódi ok így is a védjegy nem elérhetősége.

#### Transformers – Animated

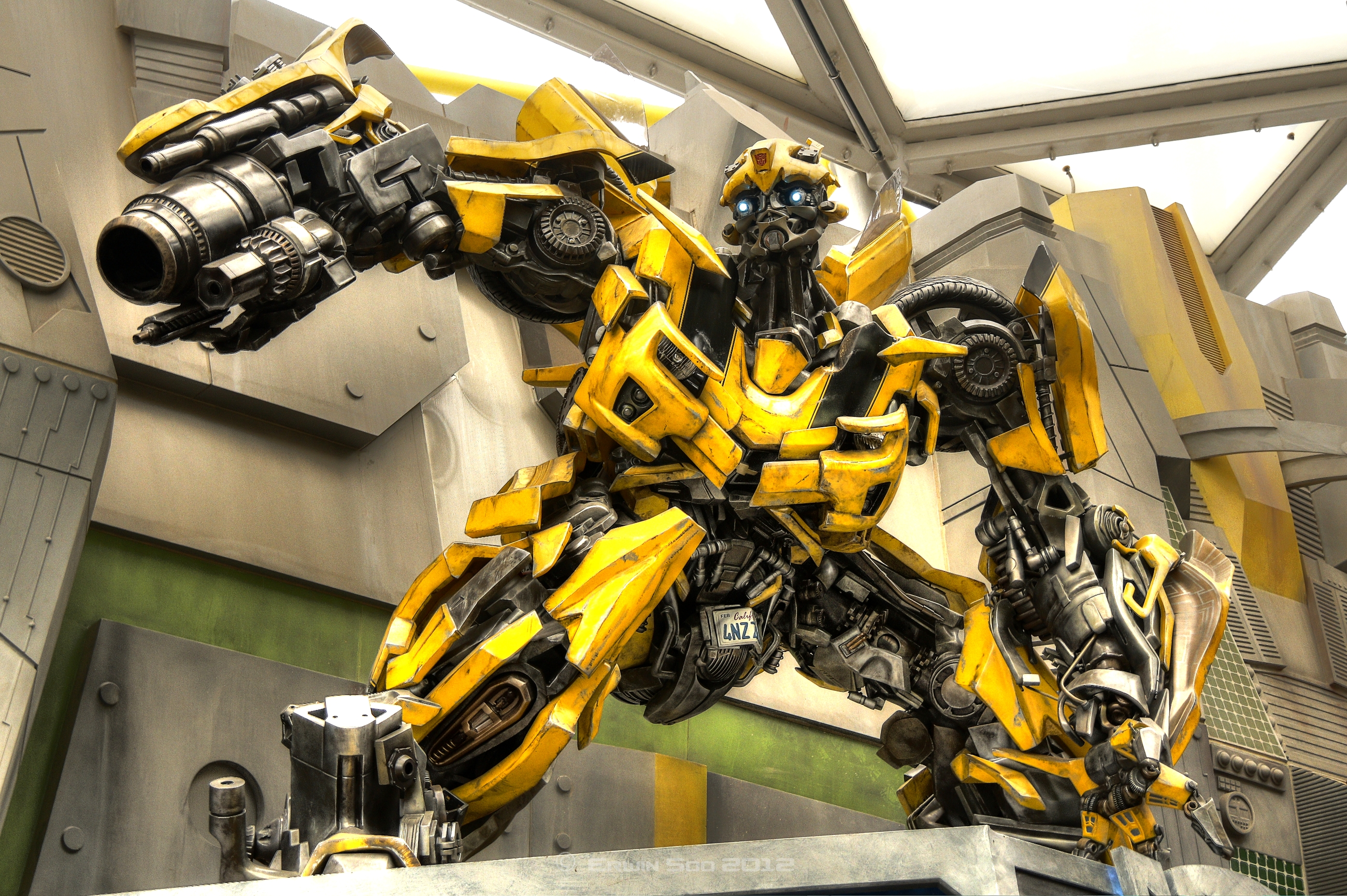
Űrdongó Michael Bay-féle megformálása

Utoljára a Transformers: Animated-ben jelent meg. Személye nem emlékeztet rá, a rajzfilmben egy autobot újonc. Egy fiatal robot, akit ügyetlensége miatt sokszor gúnyoltak, vagy bezártak. Rajzfilmbeli szerepében hanyag és gyerekes viselkedése miatt különbözik leginkább a többi szereplésétől. Sorozatbeli ellensége egy Darázs (Wasp) nevű volt autobot, akinek külseje és álcája hasonlít Űrdongóéra. A különbség, hogy Darázs színe zöld és az arca is más.

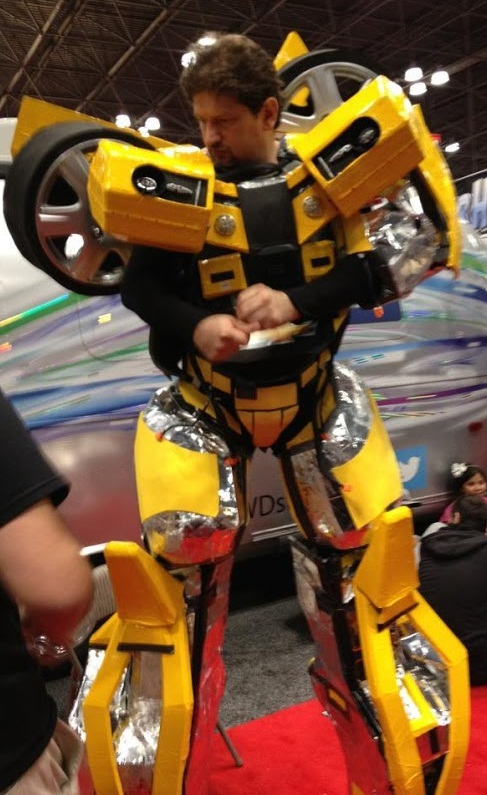
Cosplayer Bumblebee. New York Comic con 2012

### Aligned continuity family

#### Prime
A Transformers: Prime rajzfilmsorozatban alakja, jelleme, némasága (sérülés miatt), de még harc közbeni mozgásának akrobatikus koreográfiája is, hasonlít a mozifilmekbeli Űrdongóéhoz. Ő az Autobotok felderítője. A G1 képregénytől és rajzfilmtől (és a mozifilmtől) eltérően a legtöbbet szereplőből a legkevesebbet szereplő Autobottá változik, a sorozat szívesebben koncentrál Arcee és Bulkhead tetteire. Viszont a harmadik évad utolsó részében leszúrja Megatront, aki meghal. Optimus a Predacons Rising-ben ezért a tettéért ki is tünteti.
A sorozatban csak rádión (ritka) vagy sérült hangképző szervének sípjelekké és hasonló zörejekké degradálódott hangjaival tud kommunikálni, amit csak emberi barátja, a 12 éves számítógépzseni Rafael tud rejtélyes módon megérteni. Űrdongó sérülését Megatron okozta bosszúból, amikor elfogta és kivallatta az autobotot, de az nem mondott neki semmit (néma maradt). Ratchet (Racsni) képtelen megjavítani ezt a sérülést, mivel az alakváltók hangképző szerve biomechanikus szerv, így a sérülése több, mint puszta alkatrészprobléma.

#### Robots in Disguise (2015)
Öt évvel a Cybertron újjáéledése után, Optimus szelleme egy küldetéssel elküldi a földre. De a szabálykövető Strongarm és a huligán Sideswipe utána mennek. Crown City mellett lezuhan az Archemor hajó, ott találkozik egy Fixit nevű mini-connal, miután Underbite megszökik csatlakozik hozzájuk egy Grimlock nevű Dinobot "Álca" és így Bumblebee-re hárúl a csapat vezetés. Időközben egy Drift nevű fejvadász és két Mini-conja (Slipstream és Jetstorm) is csatlakozik a csapathoz.

### Transformers filmek
A 2007-es Transformers című élőszereplős filmben ismét találkozunk vele. Felderítői funkcióját és legkisebb voltát a filmekben elveszti, egyszerű, de nagyon fontos harcossá válik, aki gyorsaságánál, bátorságánál és ügyességénél fogva nála sokkal erősebb ellenfeleket is képes padlóra küldeni.
A film elején fontos szereplő, mivel a főszereplő ember védelmezője, de sokáig álcáznia kell magát. A legutóbbi harcban megsérült, súlyos károsodást szenvedett a hang-processzora, így a film elejétől kezdve nem szólal meg, csak az autó rádiójával tud kommunikálni.
Először egy 1980-as évekbeli, megviselt Camaro Z28-as alakjában férkőzött Sam Witwicky közelébe, amikor a fiú megvette élete első autóját. Amikor Sam barátnője, Mikaela megkérdezte, hogy egy szuper intelligens űr-robot miért egy régi, lepukkant roncs alakját veszi fel, Űrdongó kidobja őket az utastérből, majd oldalsó kerekein gurulva lemásolta az első szembejövő stílusos jármű alakját. Ezután egy 2007-es Chevrolet Camaro formájában tért vissza a csodálkozó gazdájához és barátnőjéhez.
A film végén a csata után először szólal meg, amikor javasolja, hogy maradjanak a Földön, ő pedig hadd maradjon továbbra is "védencével", Sammel. Ekkorra már igaz ember-gép barátság alakult ki közöttük, a rajzfilmekből ismert emberközeliség a filmbeli Űrdongóra is jellemző.
Nincs rá magyarázat, hogy – bár hangprocesszora az első rész végén megjavulni látszik – mi az oka, hogy a további epizódokban is csak rádión keresztül beszél.

## Érdekességek
- Űrdongó hátán találhatóak a kocsi ajtók, amelyek a vállak fele nyílnak, valamint szárnyakra emlékeztetnek. Arca pedig a többi autobottól eltérően kerekdedebb, szemei nagyobbak, a sisakjából kiáll két alkatrész. Ezek együtt az egész robotot egy hatalmas, mechanikus "dongóra" emlékeztetik, ezzel utalva a robot eredeti nevére: Bumblebee / Dongó.
- Amikor Sam és apja bemennek a használt-autó kereskedésbe, Űrdongó egy sárga Volkswagen bogár gépkocsi mellé parkol. Ez a sárga gépkocsi volt Űrdongó G1-es álcája.
- Az ŰrDongó című filmben, ellentétben a többivel, itt nem Megatron teszi tönkre ŰrDongó hangszálait, hanem a Dongó elfogására küldött BlitzWing (Villámszárny) semmisíti meg azt.

## Szinkronhangok
| Név       | Magyar Név | Eredeti hang            | Magyar hang                                             | Sorozat/Film                                        | Év        |
| --------- | ---------- | ----------------------- | ------------------------------------------------------- | --------------------------------------------------- | --------- |
| Bumblebee | Bumblebee  | Dan Gilvezan            | TBA                                                     | Transformers G1                                     | 1984-1987 |
| Bumblebee | Bumblebee  | Dan Gilvezan            | Karsai István (1. szinkron) Bácskai János (2. szinkron) | Transformers                                        | 1986      |
| Bumblebee | TBA        | Bumper Robinson         | TBA                                                     | Transformers: Animated                              | 2007-2009 |
| Bumblebee | Űrdongó    | Mark Ryan               | Bácskai János                                           | Transformers                                        | 2007      |
| Bumblebee | Űrdongó    | Mark Ryan               | TBA                                                     | Transformers: A bukottak bosszúja                   | 2009      |
| Bumblebee | Bumblebee  | Will Friedle (65. rész) | Szokol Péter (65. rész)                                 | Transformers: Prime                                 | 2010-2013 |
| Bumblebee | Űrdongó    | Nem beszél              | Nem beszél                                              | Transformers 3.                                     | 2011      |
| Bumblebee | Űrdongó    | Will Friedle            | TBA                                                     | Transformers Mentő Botok                            | 2012-2016 |
| Bumblebee | Bumblebee  | Will Friedle            | TBA                                                     | Transformers Prime Beast Hunters: Predacons Rising  | 2013      |
| Bumblebee | Űrdongó    | Nem beszél              | Nem beszél                                              | Transformers: A kihalás kora                        | 2014      |
| Bumblebee | Bumblebee  | Will Friedle            | Szokol Péter                                            | Transformers: Robots in Disguise                    | 2015-2017 |
| Bumblebee | Űrdongó    | Erik Aadahl             | Bácskai János                                           | Transformers: Az utolsó lovag                       | 2017      |
| Bumblebee | Űrdongó    | Dylan O’Brien           | Bácskai János                                           | ŰrDongó                                             | 2018      |
| Bumblebee | Bumblebee  | Jeremy Levy             | Szokol Péter                                            | Transformers: Cyberverse                            | 2018-2021 |
| Bumblebee | Bumblebee  | Jeremy Levy             | TBA                                                     | Transformers: Mentő Bot Akadémia                    | 2019-2021 |
| Bumblebee | Bumblebee  | Joe Zieja               | TBA                                                     | Transformers: Háború Kibertron bolygójáért trilógia | 2020-2021 |
| Bumblebee | Űrdongó    | Danny Pudi              | Szokol Péter                                            | Transformers: FöldSzikra                            | 2022-     |
| Bumblebee | Űrdongó    | Nem beszél              | Nem beszél                                              | Transformers: A fenevadak kora                      | 2023      |
| Bumblebee | B-127      | Keegan-Michael Key      | Pál András                                              | Transformers Egy                                    | 2024      |